# カルチャーブレーン
株式会社カルチャーブレーンは、主にコンピュータゲームを製造、販売していた日本の企業。
当記事では便宜上、カルチャーブレーンのコンテンツを引き継いだ後身である有限会社日本ゲーム（にほんゲーム、2021年9月に有限会社カルチャーブレーンエクセルから商号変更）についても取り扱う。

## 歴史
元々は喫茶店を経営していたが、「ブレイクアウト」系のブロックくずしのテーブル筐体をリースしたところ、売り上げがよかったためテーブル筐体を30台購入しリース事業を始めたことからゲームに関わり始める。
1980年10月24日に有限会社日本ゲームとして法人化し、翌年の1981年に株式会社に改組した。同年、関連会社の有限会社日本ゲーム販売を設立した。
設立当初は『ドンキーコング』の基板製造に関わり、ドンキーコング基板のライセンス生産を行っていた。その後、アーケードゲームの自社開発を始め、2作目「SF-X」からタイヨーシステムという名義を使用していた。1982年にコピー基板を販売していたことから、データイーストに訴訟を起こされている。
1987年3月3日に社名を株式会社カルチャーブレーンに変更する。ファミリーコンピュータ参入の第1作目である『飛龍の拳 奥義の書』（1987年2月14日発売）のゲーム本編および初期生産分のパッケージと説明書に記載されている社名は日本ゲーム名義、同ゲームの再発売分にあるマニュアル、パッケージと1987年9月発売の第2作目である『アラビアンドリーム シェラザード』よりカルチャーブレーン名義となっている。
かつては錦糸町の7階建ての自社ビルに本社機能を構え、従業員も100人を超える中堅メーカーだった。また『カルチャーブレーンコンピュータアート学院』という学校を運営していた。この他、アメリカのグループ会社として「カルチャーブレーンUSA」が存在していた。
1992年に関連会社である有限会社マイクロアカデミーの社名を有限会社カルチャーブレーンエクセルに変更した。
知的財産権及び作品権利などのコンテンツは、カルチャーブレーンエクセルが取得し引き継いでいる。
2021年9月1日に社名を有限会社カルチャーブレーンエクセルから有限会社日本ゲームに変更。

## 主な開発タイトル
代表作に『飛龍の拳』シリーズ、『スーパーチャイニーズ』シリーズ、『ウルトラベースボール』シリーズなどがある。
PlayStationやNINTENDO 64の頃までは、『飛龍の拳』シリーズや『スーパーチャイニーズ』シリーズを2本の柱に多数のソフトを展開していたが、発売中止になったソフトも多かった。2001年以降はプラットフォームを携帯型ゲーム機に絞り、ラインナップも『おしゃれプリンセス』など女児向けゲームを中心としたものに転換している。麻雀ゲームの『プロ麻雀「兵」』シリーズを発売していた実績からか、『アカギ』のゲーム化作品も手がけている。
キャラクターゲームとしては『忍たま乱太郎』シリーズを多く発売していた。その他には『押忍!!空手部』、『うちの3姉妹』、『味楽る!ミミカ』などを扱っている。
近年では、女の子向けの『おしゃれに恋して』、子供やファミリー向けの『うちの3姉妹』、『銀河鉄道999』、よしもと芸人の『ムッシー』など幅広い層を視野に入れたゲーム開発に取り組んでいる。

### アーケード
- モンスターゼロ（1982年）
- SF-X（スペースファイターX）（1983年 / 発売・東京日本物産（東京日物）、販売・東京日物、日本物産、ニチブツ九州）[14]
- チャイニーズヒーロー（1984年 / 販売・タイトー）
- ダイナミックスキー（1984年 / 販売・日本物産）
- 飛龍の拳（1985年 / 販売・タイトー）
- VSスーパーチャイニーズ（1988年 / 販売・ナムコ）

### ファミリーコンピュータ
- 飛龍の拳 奥義の書（1987年2月14日）
- 飛龍の拳II（1988年7月29日）
- 飛龍の拳III（1990年7月6日）
- 飛龍の拳スペシャル ファイティングウォーズ（1991年6月21日）
- 超人ウルトラベースボール（1989年10月27日）
- スーパーチャイニーズ（1986年6月20日）（販売・ナムコ）
- スーパーチャイニーズ2（1989年5月26日）
- スーパーチャイニーズ3（1991年3月1日）
- アラビアンドリーム シェラザード（1987年9月3日）

### スーパーファミコン
- スーパーウルトラベースボール（1991年7月12日）
- スーパーウルトラベースボール2（1994年7月28日）
- ウルトラベースボール実名版（1992年8月28日）
- ウルトラベースボール実名版2（1994年12月22日）
- ウルトラベースボール実名版3（1995年10月27日）
- プロ野球スター（1997年1月17日）
- 飛龍の拳S ゴールデンファイター（1992年7月31日）
- 飛龍の拳S ゴールデンファイター ハイパーバージョン（1992年12月11日）
- SD飛龍の拳（1994年6月17日）
- スーパーチャイニーズワールド（1991年12月28日）
- スーパーチャイニーズワールド2（1993年10月29日）
- スーパーチャイニーズワールド3（1995年12月22日）
- スーパーチャイニーズファイター（1995年1月3日）
- 押忍!!空手部（1994年8月26日）
- コンピュータ脳力解析ウルトラ馬券（1995年5月26日）
- 忍たま乱太郎（1995年7月28日）
- 忍たま乱太郎2（1996年3月29日）
- 忍たま乱太郎3（1997年2月28日）
- 忍たま乱太郎 すぺしゃる（1996年8月9日）
- パズル 忍たま乱太郎（1996年6月28日）
- ファーストクイーン（1994年3月11日）
- プロ麻雀「兵」（1997年4月18日）

### プレイステーション
- バーチャル飛龍の拳（1997年7月17日）
- 元祖!動物占い+恋愛占いパズル（2001年7月26日）
- 動物キャラナビ占い2 個性心理学+恋愛占いパズル（2003年9月18日）
- ハムスター物語（2000年12月21日）
- プロ麻雀「兵」2（1999年4月22日）
- プロ麻雀「兵」3（2000年5月18日）
- プロ麻雀「兵」シリーズ 女流雀士に挑戦〜私たちに挑戦してネ!!〜（1999年11月2日）

### セガサターン
- プロ指南麻雀「兵」（1999年7月8日）

### NINTENDO64
- 飛龍の拳ツイン（1997年12月18日）
- SD飛龍の拳伝説（1999年1月29日）
- プロ麻雀「兵」64（1999年11月5日）
- 忍たま乱太郎64 ゲームギャラリー（2000年4月21日）
- ハムスター物語64（2001年4月6日）

### Wii U
※全てWii U版バーチャルコンソールで販売
- スーパーチャイニーズ（2014年7月23日）
- 飛龍の拳 奥義の書（2014年9月10日）
- スーパーチャイニーズワールド（2014年10月1日）
- 飛龍の拳II ドラゴンの翼（2016年9月21日）
- スーパーチャイニーズ2（2016年10月19日）
- 超人ウルトラベースボール（2016年10月26日）

### Nintendo Switch
- Nintendo Switch Onlineへ加入する事で加入期間中無制限でプレイ可能
  - ファミリーコンピュータ Nintendo Switch Online
    - スーパーチャイニーズ（2019年8月21日）

  - スーパーファミコン Nintendo Switch Online
    - Super Baseball Simulator 1.000[注 2](2021年5月26日)
    - スーパーウルトラベースボール（2023年6月6日）

### ゲームボーイ
- スーパーチャイニーズランド（1990年4月20日）
- スーパーチャイニーズランド2（1991年11月29日）
- スーパーチャイニーズランド3（1995年1月13日）
- スーパーチャイニーズランド1・2・3（1996年9月13日）
- スーパーチャイニーズファイターGB（1996年12月28日）
- 飛龍の拳外伝（1990年12月22日）
- SD飛龍の拳外伝（1995年4月14日）
- SD飛龍の拳外伝2（1996年9月27日）
- 忍たま乱太郎GB（1995年12月27日）
- パズル忍たま乱太郎（1996年11月1日）
- 忍たま乱太郎GB えあわせチャレンジパズル（1998年6月19日）

### ゲームボーイカラー
- スーパーチャイニーズファイターEX（1999年12月24日）
- 飛龍の拳列伝（2000年12月22日）
- SD飛龍の拳EX（1999年4月30日）
- 加藤一二三九段の将棋教室（1999年4月9日）
- 坂田吾朗九段の連珠教室（1999年6月25日）
- プロ麻雀「兵」GB（1999年7月9日）
- プロ麻雀「兵」GB2（2000年2月24日）
- 女流雀士に挑戦GB 〜私達に挑戦してネ!〜（1999年12月17日）
- 本格対戦将棋『歩』（2000年2月18日）
- ハムスター物語GB＋マジハームの魔法少女（2002年8月9日）
- フェレット物語 ディア・マイ・フェレット（2000年4月28日）

### ゲームボーイアドバンス
- 「アカギ」 〜闘牌伝説/闇に舞い降りた天才〜（2006年3月3日）
- おしゃれプリンセス（2002年5月24日）
- おしゃれプリンセス2＋動物キャラナビ占い個性心理学（2002年12月20日）
- おしゃれプリンセス3（2003年8月29日）
- おしゃれプリンセス5（2005年7月7日）
- かわいいペット!ゲームギャラリー（2003年9月26日）
- かわいいペット!ゲームギャラリー2（2004年12月17日）
- 仔犬といっしょ! 〜愛情物語〜（2003年8月1日）
- 仔犬といっしょ!2（2004年4月9日）
- 昆虫の森の大冒険 〜ふしぎな世界の住人たち〜（2005年8月11日）
- 昆虫モンスター・バトルスタジアム（2005年5月3日）
- 昆虫モンスター・バトルマスター（2005年5月3日）
- スーパーチャイニーズ1・2 アドバンス（2004年6月24日）
- スウィートクッキーパイ（2001年12月21日）
- スウィートメルヘンのケーキ屋さん＋動物キャラナビ占い個性心理学（2002年11月1日）
- ツインシリーズVol.1 めざせデビュー! ファッションデザイナー物語 / かわいいペットゲームギャラリー2（2004年8月12日）
- ツインシリーズVol.2 おしゃれプリンセス4 / 恋愛占い大作戦（2004年10月22日）
- ツインシリーズVol.3 昆虫モンスター（ムシモン） / スーチャイラビリンス（2004年12月10日）
- ツインシリーズVol.4 ハムハムモンスターズEX / ファンタジーパズル ハムスター物語魔法の迷宮1＋2（2004年12月10日）
- ツインシリーズVol.5 わんわん名探偵EX / 魔法の国のケーキ屋さん物語（2004年12月10日）
- ツインシリーズVol.6 わんにゃんアイドル学園 / 仔犬といっしょスペシャル（2004年12月10日）
- ツインパズル「1.きせかえわんこEX 2.レインボーマジック2」（2004年12月17日）
- パズル&探偵コレクション（2003年3月28日）
- ハムスター物語2GBA（2001年10月19日）
- ハムスター物語3 アドバンス（2002年12月24日）
- ハムスター物語3EX、4、スペシャル（2003年11月28日）
- ハムスター物語コレクション（2003年5月23日）
- プロ麻雀「兵」GBA（2005年8月11日）
- 魔女っ子クリームちゃんのごっこシリーズ（1）「わんにゃんアイドル学園」（2003年12月26日）
- 魔女っ子クリームちゃんのごっこシリーズ（2）「きせかえエンジェル」（2004年3月25日）
- わんわん名探偵（2003年12月19日）

### ニンテンドーDS
- 闘牌伝説アカギDS 〜闇に舞い降りた天才〜（2007年8月9日）
- おしゃれに恋して♥（2006年12月14日）
- おしゃれに恋して♥2（2008年4月26日）
- おしゃれに恋して♥2プラス（2012年4月3日）
- うちの3姉妹DS（2008年12月25日）
- うちの3姉妹DS2（2009年11月12日）
- うちの3姉妹のカラオケ歌合戦 & パーティーゲーム（2010年12月9日）
- 味楽る!ミミカDS（2009年1月22日）
- 銀河鉄道999DS（2010年10月14日）
- なかよしキッズのおしごとテーマパーク 〜適職体験ゲーム〜（2011年6月16日）
- おはスタ645 「ムッシーズのふしぎな農園」 〜よしもと芸人と友達ネット〜（2011年11月24日）
- わたしのケーキ屋さん 〜ハッピーパティシエライフ〜（2012年8月2日）

### ニンテンドー3DS
- おしごとテーマパーク2（2012年12月20日）
- ぬいぐるみのケーキ屋さん 〜魔法のパティシエール〜（2013年5月23日）
- キャラペット つくって!そだてて!キャラクター小学校（2013年11月7日）
- おしゃべりうさぎ おしゃれコレクション（2013年12月9日）
- 超人ウルトラベースボール アクションカードバトル（2014年3月13日）
- 昆虫モンスター スーパーバトル（2014年6月19日）

#### ニンテンドー3DS ダウンロードソフト
- ぬいぐるみのケーキ屋さん ミニ 魔法のパティシエール（2014年10月29日）
- 昆虫モンスター ライト スーパーバトル（2014年10月29日）
- 超人ウルトラベースボール アクションカードバトル ライトバージョン（2014年11月5日）
- キャラペットライト つくって!そだてて!キャラクター小学校（2015年7月8日）※このソフトまで「株式会社カルチャーブレーン」名義で販売
- 〜なりきりキッズ〜 おしごとテーマパーク2ライト（2016年2月10日）※このソフト以降「有限会社カルチャーブレーンエクセル」名義で販売
- 超人ベースボールスタジアム エキサイティングアクション版（2016年12月7日）
- ザ・ゲーム15（2017年4月26日）
- ザ・ゲーム15 Vol.2（2017年7月5日）
- 超人ベースボールスタジアム 熱血ストーリー版（2017年10月11日）

## サウンドトラック商品
飛龍の拳　サウンドトラックBOX Ⅰ（2023年7月19日/CASSETRON/規格番号CTN-16）
- 『北派少林 飛龍の拳』から『ファイティングウォーズ』までの5作品と、NES版『FLYING WARRIORS』の音楽が収録されている。

アラビアンドリーム シェラザード （2023年10月25日/CASSETRON/規格番号CTN-22）
- 国内版と海外版の音楽を収録している。

飛龍の拳　サウンドトラックBOX II（2024年1月24日/CASSETRON/規格番号CTN-23）
- スーパーファミコン『飛龍の拳S ゴールデンファイター』『SD飛龍の拳』、ゲームボーイ『飛龍の拳外伝』『SD飛龍の拳外伝』の音楽が収録されている。